# 宮前村 (神奈川県)
宮前村（みやさきむら）は、1889年（明治22年）4月1日から1938年（昭和13年）10月1日まで存在した神奈川県橘樹郡の村。

## 概要
神奈川県橘樹郡北部の村。現在の神奈川県川崎市宮前区南部にあたる。東部は高津区にまたがる。
なお、本村の読み方は「みやさきむら」だが、現在の宮前区の読み方は「みやまえく」である。「みやさき」の読み方は宮前区宮崎（みやざき）に継承されている。

## 歴史

### 沿革
- 戦国時代 - 土橋村、有馬、野川の地名が見られる。
- 江戸時代 - 以下の7村が成立。
  - 馬絹村（旗本川勝氏・遠山氏の相給→幕府領、旗本川勝氏・遠山氏知行）
  - 土橋村（旗本戸田氏・長坂氏の相給）
  - 有馬村（旗本遠山氏・曽根氏の相給→幕府領、旗本遠山氏・曽根氏知行）
  - 梶ヶ谷村（旗本蜂屋氏知行→幕府領）
  - 上野川村（旗本戸田氏知行→江戸増上寺領）
  - 下野川村（江戸増上寺領、旗本大岡氏知行→増上寺領）
  - 野川村新田（幕府領）
- 1868年（明治元年）
  - 旧暦6月17日 - 神奈川府の管轄となる。
  - 旧暦9月21日 - 神奈川府が神奈川県に改称。
- 1874年（明治7年） - 大区小区制の施行により、梶ヶ谷村、馬絹村、有間村、土橋村、上野川村、下野川村が第5大区第5小区になる。
- 1875年（明治8年） - 上野川村、下野川村、野川村新田が合併して野川村が成立。
- 1889年（明治22年）4月1日 - 町村制の施行により、馬絹村、土橋村、有間村、梶ヶ谷村、野川村および溝口村の飛地が合併して宮前村が成立。旧有間村が大字有馬に改称。
- 1938年（昭和13年）10月1日 - 川崎市に編入。同日宮前村廃止。
- 1972年（昭和47年）4月1日 - 川崎市が政令指定都市に指定され、旧村域が高津区になる。
- 1982年（昭和57年）7月1日 - 川崎市高津区から宮前区を分区。旧村域が野川の一部（おおむね第三京浜道路、尻手黒川道路以東）、梶ケ谷一丁目〜六丁目を除いて宮前区になる。

## 経済

### 産業
農業
『大日本篤農家名鑑』によれば宮前村の篤農家は、「都倉義知、都倉彌七、横山總五郎、安齋文左衛門、堀川久右衛門」などがいた。

## 交通

### 鉄道路線
東急田園都市線の宮崎台駅、宮前平駅、鷺沼駅は、当時は未開業。村域内の地名を称する梶が谷駅は旧橘村大字末長（現川崎市高津区末長）に所在。

### 道路
- 厚木大山街道（現国道246号）

## 現在の町名
川崎市高津区
- 旧野川村（一部）：野川
- 旧梶ヶ谷村（一部）：梶ケ谷（土地区画整理実施地区）

川崎市宮前区
- 旧梶ヶ谷村（一部）：梶ケ谷（土地区画整理未実施地区）
- 旧馬絹村：馬絹、宮崎、宮前平、小台、神木（一部）
- 旧土橋村：土橋
- 旧有馬村：有馬、東有馬、鷺沼
- 旧野川村（一部）：野川